# Будивельник (хоккейный клуб)
Хоккейный клуб «Будивельник» Киев (укр. «Будівельник» Київ) (от укр. Будівельник — Строитель) — команда по хоккею с шайбой из города Киева. С сезона 2010-11 планировала выступать в Континентальной хоккейной лиге, однако заявка не была одобрена.

## Логотип
В настоящее время проводится конкурс на создание логотипа клуба. Победителю выплатят приз в размере 10 тысяч украинских гривен.

## Домашняя арена
Домашней ареной новосозданного клуба будет Киевский Дворец спорта вместимостью 6500 зрителей. В ближайшее время эта арена, не знавшая реконструкции около тридцати лет, будет приведена в соответствие современным требованиям, что позволит проводить тут как баскетбольные, так и хоккейные матчи, без труда и в короткие сроки трансформируя паркет в ледовую площадку, а её в свою очередь — обратно в паркет, на которой будет играть баскетбольный клуб «Будивельник». 12 июня 2010 появилась информация о возможности того, что «Будивельник» будет не допущен к участию в чемпионате КХЛ в сезоне 2010—2011, если реконструкция клубной арены не начнётся в ближайшее время. 22 июня стало известно, что из-за проблем с ареной клуб, возможно, будет выступать во дворце спорта «Терминал» или переедет играть в Днепропетровск или один из городов Беларуси

## История клуба
24 марта 2010 года считается днём рождения клуба. В этот день в Киеве состоялась пресс-конференция, на которой было объявлено о создании хоккейного клуба на базе баскетбольного клуба «Будивельник», который планирует через год дебютировать в Евролиге. На вопросы журналистов ответили президент «Будивельника» Богдан Гулямов, президент ФХУ Анатолий Брезвин, вице-президент ФХУ Вячеслав Завальнюк и директор Дворца спорта Виктор Ткаченко, которые подтвердили создание в Киеве нового хоккейного клуба. В ходе презентации было подтверждено, что ХК «Будивельник» войдет в общий холдинг с одноимённым баскетбольным клубом, и свои матчи собирается играть в киевском Дворце спорта.
1 апреля 2010 года в Москве состоялось рабочее совещание руководителей клубов КХЛ и руководства Континентальной хоккейной лиги, на которой было объявлено, что «Югра» и «Будивельник» имеют наилучшие перспективы для вступления в КХЛ: заявки этих клубов содержат прозрачную и качественную информацию по инфраструктуре и финансовым гарантиям.
25 июня 2010 года было объявлено, что клубу не удастся выступить в КХЛ в сезоне 2010/11. Все игроки клуба получили статус неограниченно свободных агентов.